# Miss Éthiopie
 (mars 2022).
Si vous disposez d'ouvrages ou d'articles de référence ou si vous connaissez des sites web de qualité traitant du thème abordé ici, merci de compléter l'article en donnant les références utiles à sa vérifiabilité et en les liant à la section « Notes et références ».
Miss Éthiopie est un concours de beauté féminine, destinés aux jeunes femmes habitantes et de nationalité éthiopienne.
Le concours Miss Univers Ethiopie permet de représenter le pays au concours de Miss Univers.

## Controverse
Le président de Miss Ethiopie, Murad Mohammed, directeur de l'Ethiopian Village Adventure Playground, qui revendique la propriété de Miss Ethiopie, a fréquemment annoncé que les reines de Miss Ethiopie participeraient à des concours internationaux comme Miss International, Miss Earth, Miss Progress, etc. malgré le fait qu'il ne possédait pas la franchise pour les concours. 
Une grande partie du jugement ne se déroule pas publiquement, de sorte que la population n'est pas en mesure de suivre le processus du début à la fin, ni de voir l'événement final se dérouler. En plus de cela, Mohammed a été accusé à plusieurs reprises d'annoncer de faux prix pour les participantes du concours.
Melkam Michael Endale, qui a été couronnée Miss Ethiopie 2010, a ensuite été nommée Miss Monde Ethiopie en 2012 sans avoir participé à un concours dans le but d'assister à Miss Monde 2012. Elle n'a pas assisté à l'événement. Elle a également été répertoriée comme représentante de l'Éthiopie au concours Miss Intercontinental 2012, mais une fois de plus, elle ne s'est pas présentée.

### Manque de transparence
La dernière version du concours manque de transparence : contrairement à d'autres concours, il n'y a pas de compétition en tant que telle. Les finalistes puis la gagnante sont proclamées arbitrairement, loin des caméras ou des médias, sans avoir l'avis de la population ou d'un jury extérieur.
Ainsi ces dernières années, la finaliste a été nommée arbitrairement Miss Ethiopie par Murad Mohammed et Ethiopian Village Adventure Playground dans le but d'assister à d'autres compétitions plus importantes comme Miss Monde. C'est comme ça que Melkam Michael Endale, qui a été couronnée Miss Ethiopie 2010 et qui n'a jamais eu sa voiture promise ou 100000 ETBirr, a été élue Miss Monde Ethiopie en 2012 sans avoir participé à un concours, dans le but d'assister à Miss Monde 2012.

### Fausses récompenses
Murad Mohammed, directeur de l'Ethiopian Village Adventure Playground, qui prétend être le dernier propriétaire de Miss Ethiopie, a été accusé à plusieurs reprises d'avoir annoncé de fausses récompenses pour sa version de Miss Ethiopie, tels que 100000 Et Birr, un prix de 6250 USD, une maison, un contrat de mannequinat à New York, la participation à plusieurs concours internationaux, remise de 60 000 Et birr 3 750 $ US Bagues en diamant etc. mais rien n'a jamais pu être prouvé.

## Les Miss Éthiopie pour Miss Univers
| Année | Nom                    | Classement                              |
| ----- | ---------------------- | --------------------------------------- |
| 2004  | Ferehiwot Abebe        | Non placée                              |
| 2005  | Atetegeb Tesfaye Worku | Non placée                              |
| 2006  | Dina Fekadu            | Top 20 Semi-finaliste Miss Univers 2006 |
| 2007  | Kidan Tesfahun         | Non placée à Miss Earth 2008            |
| 2008  | Pas de concours        |                                         |
| 2009  | Melat Yante            | Non placée                              |
| 2010  | Pas de concours        |                                         |
| 2011  | Pas de concours        |                                         |
| 2012  | Genet Tsegay           |                                         |
| 2014  | Yirgalem Hadish        |                                         |

## Les Miss Éthiopie pour Miss Monde
| Année | Nom            | Classement  |
| ----- | -------------- | ----------- |
| 2012  | Melkam Michael | non classée |